# Villarruaño
Villarruaño es un caserío deshabitado de la provincia de Palencia (comunidad de Castilla y León).
Situado al oeste de Vega de Doña Olimpa y al este de Relea de la Loma.

## Historia
El caserío de Villarruaño se documentó por primera vez en el año 1215.
En 1785, el caserío era un despoblado de realengo. · 